# Seznam juniorských mistrů světa v orientačním běhu – long
Seznam juniorských mistrů světa v orientačním běhu na klasické trati (longu) seřazen podle data od roku 1990, kdy se tato mistrovství začala konat.
| Rok      | Zlato              | Stříbro            | Bronz             | Parametry            |
| -------- | ------------------ | ------------------ | ----------------- | -------------------- |
| JMS 1990 | Mikael Boström     | Jimmy Birklin      | Sören Nymalm      |                      |
| JMS 1991 | Ivars Zagars       | Tomáš Doležal      | Mikko Lepo        |                      |
| JMS 1992 | Johan Näsman       | Chris Terkelsen    | Fredrik Löwegren  |                      |
| JMS 1993 | Odin Tellesbø      | Torben Nørgård     | Tommi Tölkkö      |                      |
| JMS 1994 | Robert Banach      | Janusz Gliszcynski | Tommi Tölkkö      |                      |
| JMS 1995 | Gabor Domonyik     | Michael Mamleev    | Jani Lakanen      |                      |
| JMS 1996 | Maricel Olaru      | Anders Axenborg    | Jani Lakanen      |                      |
| JMS 1997 | Johan Modig        | Vladimír Lučan     | Marian Davidík    |                      |
| JMS 1998 | Håkan Pettersson   | Thierry Gueorgiou  | Jørgen Rostrup    |                      |
| JMS 1999 | Andrej Chramov     | Mikko Heikelä      | Troy de Haas      |                      |
| JMS 2000 | Jiří Kazda         | Pasi Ikonen        | Jaromír Švihovský |                      |
| JMS 2001 | Andrej Chramov     | Mårten Boström     | Michal Smola      |                      |
| JMS 2002 | Daniel Hubmann     | Wojciech Kowalski  | Alexej Bortnik    |                      |
| JMS 2003 | Dmitrij Cvetkov    | Matthias Merz      | Daniel Hubmann    |                      |
| JMS 2004 | Matthias Merz      | Martin Johansson   | Simonas Krepsta   |                      |
| JMS 2005 | Olav Lundanes      | Andreas Ruedlinger | Philippe Adamski  |                      |
| JMS 2006 | Anders Skarholt    | Olav Lundanes      | Markus Puusepp    |                      |
| JMS 2007 | Olav Lundanes      | Magne Dæhli        | Christian Bobach  |                      |
| JMS 2008 | Johan Runesson     | Timo Sild          | Matthias Kyburz   | 10.2 km, 21 kontrol  |
| JMS 2009 | Gustav Bergman     | Sören Bobach       | Martin Hubmann    | 9.5 km, 29 kontrol   |
| JMS 2010 | Pavel Kubát        | Johan Runesson     | Matthias Kyburz   | 11.3 km, 31 kontrol  |
| JMS 2011 | Yngve Skogstad     | Robert Merl        | Lucas Basset      | 11.1 km, 23 kontrol  |
| JMS 2012 | Eskil Kinneberg    | Marius Thrane Odum | Gleb Tichonov     | 11.5 km, 23 kontrol  |
| JMS 2013 | Piotr Parfianowicz | Florian Schneider  | Andrey Kozyrev    | 9.9 km, 21 kontrol   |
| JMS 2014 | Anton Johansson    | Assar Hellstrom    | Marek Minár       | 10.2 km, 23 controls |
| JMS 2015 | Olli Ojanaho       | Simon Hector       | Andreas Soelberg  | 10.7 km, 24 controls |
| JMS 2016 |                    |                    |                   |                      |
| JMS 2017 |                    |                    |                   |                      |